# Vjazemskij rajon (Oblast' di Smolensk)
Il Vjazemskij rajon (in russo Руднянский район?) è un rajon dell'Oblast' di Smolensk, nella Russia europea, il cui capoluogo è Vjaz'ma. Istituito nel 1929, ricopre una superficie di 3 352,66 chilometri quadrati e nel 2010 ospitava una popolazione di circa 78 000 abitanti.